# Cross Island Line
La Cross Island Line (CRL) est une ligne de métro en construction à Singapour, faisant ainsi partie du métro de Singapour. Elle circulera d'est en ouest de Changi à la zone industrielle de Jurong, en passant par Loyang, Pasir Ris, Hougang, Serangoon Nord, Ang Mo Kio, Sin Ming, Bukit Timah, Clementi et la côte ouest. De Pasir Ris, la ligne bifurquera vers Punggol. Cette ligne de 58 kilomètres (36 miles) remplacera la ligne Est-Ouest et deviendra la plus longue ligne du réseau MRT lors de son ouverture complète dans les années 2040, desservant environ 27 stations.
Le projet de la ligne a été annoncé pour la première fois en 2013. La CRL devrait desservir plusieurs pôles clés, notamment le district des lacs de Jurong et le district numérique de Punggol, offrant ainsi une liaison est-ouest alternative pour alléger la charge de passagers sur la ligne Est-Ouest. Peu après cette annonce, des associations de protection de la nature ont appelé à détourner les tunnels de la ligne de la réserve naturelle du bassin versant central (CCNR). Néanmoins, après des années d'évaluation et de délibérations, le gouvernement a finalement décidé en 2019 de maintenir le tracé direct initial, invoquant des considérations de temps de trajet, des facteurs économiques et une consommation d'énergie à long terme. Le tracé et les stations de la CRL1 ont été finalisés en 2019, suivis de la branche de Punggol en 2020 et de la phase 2 en 2022. La ligne complète proposée devrait accueillir plus d'un million de passagers quotidiens à long terme, et son coût est estimé à 40,7 milliards de dollars singapouriens.

## Histoire

### Annonce
La ligne Cross Island a été initialement annoncée par le ministre des Transports de l'époque, Lui Tuck Yew, le 17 janvier 2013. Conçue pour désengorger la ligne Est-Ouest existante, elle devait débuter à Changi, sur la côte est de Singapour, et traverser les principales villes de l'est, dont Pasir Ris, Hougang et Ang Mo Kio. De là, elle se poursuivrait plus à l'ouest en direction de Bukit Timah, Clementi et la côte ouest, avant de se terminer dans la zone industrielle de Jurong. Un embranchement devait relier la ligne principale à Punggol. La ligne, d'une longueur de 50 km, devait être ouverte en 2030,. Les études sur la ligne Cross Island ont débuté en mai 2013.

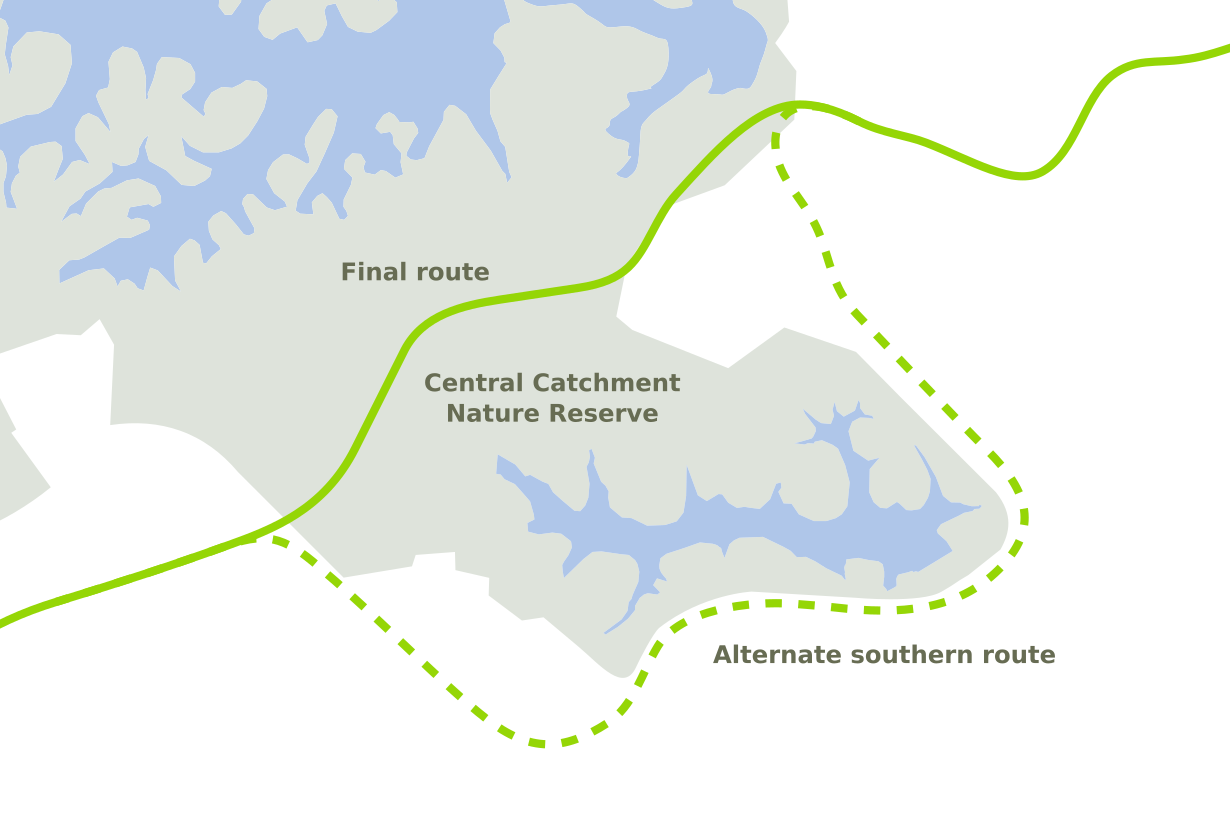
Itinéraires finaux et alternatifs traversant le bassin versant central

### Tracé de la ligne
Depuis son annonce, le tracé du tronçon Bukit Timah de la ligne traversant la réserve naturelle du bassin versant central (CCNR) et le réservoir MacRitchie a suscité une controverse, ce qui a incité la Nature Society Singapore à demander son réalignement. Des groupes environnementaux ont exhorté le gouvernement à ne pas construire la ligne de MRT dans le cadre de la CCNR.
Le 19 juillet 2013, la NSS a proposé deux tracés alternatifs : un tracé nord qui passerait à proximité de la ligne Thomson–East Coast, se dirigeant vers l'ouest en direction de Mandai, Sungei Kadut et Gali Batu avant de se terminer à Choa Chu Kang, et un tracé sud contournant la réserve par Lornie Road. Lee Der-Horng, professeur d'ingénierie, a souligné la faisabilité possible de la construction de la ligne à travers la réserve sans impact sur l'environnement, tout en précisant que la décision « ne devrait pas être uniquement motivée par les transports ».
Un appel d'offres pour l'évaluation de l'impact environnemental de la ligne a été lancé le 24 février 2014 afin de faciliter les travaux de génie civil. En juillet 2014, la LTA a désigné Environmental Resources Management (S) Pte Ltd (ERM) pour réaliser l'étude d'impact environnemental (EIE) du tronçon de la ligne contournant et traversant la réserve naturelle. L'EIE devait se dérouler en deux phases : la première consistait à étudier l'écosystème et les conditions physiques le long des alignements rectiligne et périphérique, et à évaluer l'impact de la construction et de l'exploitation de la ligne sur la CCNR. Le rapport de la phase 1 de l'EIE a été publié en février 2016,.
Les travaux d'étude des sols le long de la CCNR ont débuté en février 2017 et, en octobre, leur achèvement était annoncé pour la fin de l'année. Le 20 mars 2018, la LTA a annoncé que les conclusions sur l'impact environnemental des forages et autres travaux initiaux seraient finalisées plus tard dans l'année. Le rapport d'EIE de phase 2 a été publié en septembre 2019. Le 4 décembre 2019, le ministère des Transports a confirmé le choix du tracé direct sous la CCNR, assorti de facteurs atténuants tels que le creusement de tunnels plus profonds que d'habitude sous la CCNR et l'absence de travaux de surface dans la zone. Le coût de construction devrait également être inférieur de 2 milliards de dollars à celui des tracés alternatifs.
En décembre 2022, la LTA a attribué le contrat de conception et de construction de tunnels forés entre Fairways Drive et Sin Ming Walk à une coentreprise formée par Obayashi Corporation et Shanghai Tunnel Engineering Co (Singapore) Pte Ltd, pour un montant de 758 millions de dollars,.

Tracé prévu de la ligne MRT Cross Island,